# Alan Paton
Alan Stewart Paton (Pietermaritzburg, 11. siječnja 1903. – Lintrose, 12. travnja 1988.), južnoafrički književnik 
Svjetsku slavu stekao je svojom prvom knjigom »Plači, voljena zemljo«, objavljenom 1948. godine. Otada je napisao nekoliko romana i studija o životu u Južnoj Africi, no nijedno njegovo kasnije djelo nije nadmašilo snagu i popularnost prvog romana, koji je preveden na dvadesetak jezika i prodan u više od 15 milijuna primjeraka.
U mlađim danima Paton je bio vrlo aktivan borac protiv apartheida. Osnivač je i predsjedik Liberalne stranke, koja je 1968. godine zabranjena. Svojim spisateljskim radom i angažiranjem u borbi protiv rasne politike vladajuće bijele manjine skrenuo je pozornost svjetske javnosti na zbivanja u Južnoj Africi, te je za to dobio i nekoliko mirovnih nagrada.